# Hans Orterer
Hans Orterer (* 13. Januar 1948 in Jachenau) ist ein deutscher Militärmusiker und Komponist.

## Leben
Orterer kam als Sohn eines Organisten und ehemaligen Militärmusikers zur Welt und besuchte das Musikgymnasium der Regensburger Domspatzen.
Nach dem Abitur im Jahre 1967 wurde er zunächst Offizier bei der Panzertruppe, bevor er von 1973 bis 1976 an der Hochschule für Musik Köln ein Kapellmeisterstudium absolvierte. 1976 wurde er Musikoffizier beim damaligen Heeresmusikkorps 5 in Koblenz. Danach war er Chef folgender Bundeswehr-Musikkorps:
- ab 1976 Heeresmusikkorps 6 in Hamburg
- ab 1979 Heeresmusikkorps 4 in Regensburg
- ab 1985 Heeresmusikkorps 5 (neu aufgestellt) in Gießen
- ab 1992 Luftwaffenmusikkorps 3 in Münster
- ab 1996 Luftwaffenmusikkorps 1 in Neubiberg

Orterer war bis zu seinem Dienstzeitende am 31. Januar 2010 der dienstälteste Militärmusiker der Bundeswehr. Er hatte den Dienstgrad Oberstleutnant. 

## Ehrungen
- Verdienstmedaille des Verdienstordens der Bundesrepublik Deutschland (29. November 1983)[2]
- Ehrenkreuz der Bundeswehr in Gold
- Bundesverdienstkreuz am Bande (11. Februar 2002)[2]

## Werke
Orterer komponierte Musikstücke für Blasorchester, die auch auf CDs eingespielt wurden, darunter:
- Herbstblätter (für Spielmannszug)
- Schön ist die Jugend
- Musica Piccola
- Nur Mut  (Marsch für das Zusammenspiel von Blasorchester & Spielmannszug)
- Abendlied  (kleine und feierliche Abendmusik/Serenade für das Zusammenspiel von Blasorchester & Spielmannszug)
- Alter bayerischer Zapfenstreich (1979, Rekonstruktion und Arrangement)
- Regensburger Marsch (1985)
- Alma Mater (1999) (Truppenmarsch für die Universität der Bundeswehr München)
- Auf festem Grund (2001) (2. Platz beim Wettbewerb zur Komposition des neuen Truppenmarschs der Streitkräftebasis der Bundeswehr)
- Jachenauer Serenade (2003)
- Bergwacht-Marsch (2004)
- Auf ein Neues! (2005) (2. Platz beim Wettbewerb zum „Marsch der Bundeswehr“ anlässlich des 50-jährigen Bestehens derselben, Truppenmarsch des Führungsunterstützungszentrums der Luftwaffe)[3]
- Festfanfare (2008) (komponiert zum 50. Geburtstag des Luftwaffenmusikkorps 1)
- Beyhartinger Marsch (2012) (für den Spielmanns- und Fanfarenzug Beyharting komponiert)